# Jean-Pierre Sauvage

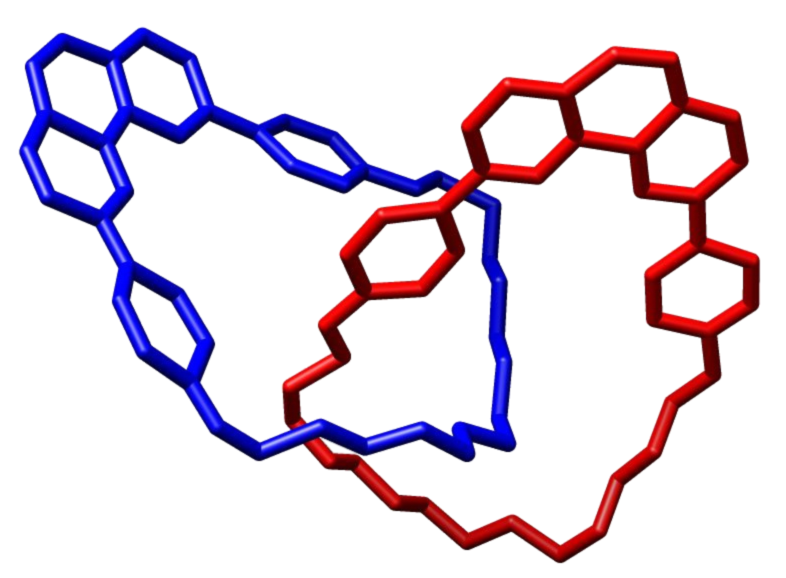
Sauvage által megalkotott és elnevezett katenán, mely összekapcsolt gyűrű alakú molekulák láncolata (Chemical Society, Chemical Communications, 1985, 244-247.)

Jean-Pierre Sauvage (Párizs, 1944. október 21. –) Nobel-díjas francia kémikus. A Strasbourgi Egyetem oktatója, szakterülete a komplexkémia. A molekuláris gépek kutatásáért 2016-ban J. Fraser Stoddarttal és Bernard L. Feringával egyenlő arányban megosztott Kémiai Nobel-díjat kapott.

## Élete
Párizsban született 1944. október 21-én. Strasbourgban a Louis Pasteur Egyetemen szerzett PhD fokozatot. Témavezetője a Kémiai Nobel-díjas Jean-Marie Lehn professzor volt.  Munkásságának nagy érdeme, hogy részt vett gépek miniatürizálásában, mely új lehetőséget adott a kémia tudományának. Az úgynevezett molekuláris gépek fejlesztésében mérföldkő volt 1983, amikor sikerült lánccá összekapcsolnia két gyűrűs molekulát. Ezt nevezte el katenánnak. Felfedezése utat nyitott abba az irányba, hogy energiával töltött állapotba juttathatóak lettek molekuláris rendszerek és így a kutatók képessé váltak mozgásuk irányítására. Ez adott lehetőséget például a molekuláris motor kifejlesztéséhez, ami olyan alapkő lehet, mint maga idejében a villanymotor volt.